# Vigeville
Vigeville è un comune francese di 142 abitanti situato nel dipartimento della Creuse nella regione della Nuova Aquitania.

## Società

### Evoluzione demografica
Abitanti censiti